# 小行星8740
小行星8740（英語：8740 Vaclav）是一颗围绕太阳公转的小行星。1998年1月12日，米洛什·季希、茲德內克·莫拉維克在克列特发现了此天体。
这颗小行星的绝对星等为210.6841194952584等。